# Hydriena gibbosa
Hydriena gibbosa är en insektsart som beskrevs av Matsumura 1910. Hydriena gibbosa ingår i släktet Hydriena och familjen Dictyopharidae. Inga underarter finns listade i Catalogue of Life.